# Sleepwalking
Sleepwalking je deváté studiové album britské melodicky rockové skupiny Magnum, vydané v roce 1992. Album produkoval Tony Clarkin.

## Seznam skladeb
| Pořadí | Název                       | Délka |
| ------ | --------------------------- | ----- |
| 1.     | Stormy Weather              | 4:42  |
| 2.     | Too Much To Ask             | 5:00  |
| 3.     | You're The One              | 3:45  |
| 4.     | The Flood (Red Cloud's War) | 6:03  |
| 5.     | Broken Wheel                | 3:59  |
| 6.     | Just One More Heartbreak    | 4:10  |
| 7.     | Every Woman, Every Man      | 4:07  |
| 8.     | Only in America             | 4:01  |
| 9.     | Sleepwalking                | 5:39  |
| 10.    | Prayer For A Stranger       | 4:21  |
| 11.    | The Long Ride               | 6:55  |

## Sestava
- Bob Catley - zpěv
- Tony Clarkin - kytara
- Wally Lowe - baskytara
- Mark Stanway - klávesy
- Mickey Barker - bicí